# Al ritmo del ballo
Al ritmo del ballo (How She Move) è un film del 2007 diretto da Ian Iqbal Rashid.

## Trama
Non potendosi permettere la retta della scuola privata, Rayanna detta Raya torna a casa dei genitori per rivalutare il proprio futuro. Dopo aver scoperto che il primo premio di un concorso di ballo imminente è $50.000, Raya utilizza le proprie capacità per entrare nella crew prevalentemente maschile del proprio amico Bishop. Isolata dalle altre ragazze del luogo a causa della gelosia e separata dai membri della crew dalla differenza di sesso, Raya viene cacciata dalla squadra dopo essersi messa in mostra durante un'esibizione preliminare. Per realizzare i propri sogni, la ragazza dovrà riconquistare la fiducia di Bishop o creare una propria crew ripartendo da zero.

## Produzione
Il film è stato originariamente girato a Toronto, Canada, ma con il nuovo montaggio fu tagliato ogni riferimento al viaggio che i personaggi fecero da Toronto a Detroit per la sfida di ballo. La Paramount e la MTV Films investirono altri dieci milioni per far sì che il film venisse distribuito in 1500 cinema statunitensi e 50 canadesi.

## Distribuzione
L'uscita del film era inizialmente prevista per il marzo 2007 in Canada, ma successivamente ci fu un accordo di distribuzione tra la Paramount Vantage e la MTV Films per presentare il film al Sundance Film Festival, che fece slittare in avanti la data di uscita del film per permettere l'inserimento di nuove sequenze. Per permettere l'inserimento di tali sequenze, il nuovo montaggio e nuove musiche, la Paramount investì due milioni di dollari nel progetto.

## Colonna sonora
Nel 2008 è stata pubblicata la colonna sonora del film, intitolata: How She Move Soundtrack.
1. G-Slide - Lil Mama feat. Kadar
2. Out Here – Mayhem Morearty
3. My Boots – Montell Jordan
4. Perfect – Carl Henry
5. Jane & Finchin' – Smugglaz
6. It Don't Make Any Difference To Me – Kevin Michael feat. Akil Dasan
7. Hot Hot Hot – Montell Jordan
8. Reflectionz – Fenom
9. Ms. Golly – Lenn Hammond
10. Rude Girl Remix – Montell Jordan
11. Monster – Saukrates
12. Work That Stick – Montell Jordan
13. Still Burnin' – Fenom
14. Don't Let It Slip Away – Mood Ruff
15. Tempo – K Smith
16. Touch it – Busta